# Playwutchyalike: The Best of Digital Underground
Playwutchyalike: The Best of Digital Underground – drugi album z hitami z grupy Digital Underground.

## Lista utworów
Opracowano na podstawie źródła.
1. "Same Song" (Edit)
2. "The Way We Swing"
3. "Underwater Rimes" (Remix)
4. "The Humpty Dance"
5. "Freaks Of The Industry"
6. "Doowutchyalike"
7. "Sex Packets"
8. "Packet Man"
9. "Nuttin' Nis Funky"
10. "Heartbeat Props"
11. "No Nose Job"
12. "Kiss You Back"
13. "Wussup Wit The Luv" (Single Version)
14. "We Got More"